# Mošenik (gmina Zagorje ob Savi)
Mošenik – wieś w Słowenii, w gminie Zagorje ob Savi. W 2018 roku liczyła 35 mieszkańców.